# 2181 Fogelin
Fogelin (asteróide 2181) é um asteróide da cintura principal, a 2,2869977 UA. Possui uma excentricidade de 0,1179452 e um período orbital de 1 524,92 dias (4,18 anos).
Fogelin tem uma velocidade orbital média de 18,49727135 km/s e uma inclinação de 13,01742º.
Esse asteróide foi descoberto em 28 de Dezembro de 1942 por Karl Reinmuth.